# 朱文才
朱文才（1930年1月11日—2017年10月11日），原籍吉林省盘石县烟筒山镇，1938年迁入蛟河县龙风村，中华人民共和国政治人物。

## 生平
1947年7月参加工作，1948年12月，加入中国共产党，历任蛟河县龙凤区农业助理，区委组织委员。1949年4月，入吉林省委党校学习，1949年9月党校毕业留省委机关，从1949年9月至1954年8月先后任省委研究室研究员，省委农村工作部干事、副组长、组长。1954年9月至1981年11月在吉林日报社工作，先后任记者站站长、组长、编委、副总编辑。1981年12月至1982年11月在省出版局任副局长、党组副书记。1982年12月，调任吉林省广播电视厅厅长、党组书记。1983年4月，补选为中共吉林省委候补委员。1984年5月，选为省委委员、吉林省政协常委。1995年10月，离职。2017年10月11日，在长春逝世，享年87岁。